# بيل هاتشينسون
بيل هاتشينسون (بالإنجليزية: Bill Hutchinson)‏ هو لاعب كرة قدم أمريكية أمريكي، ولد في 9 مارس 1916 في ذا برونكس في الولايات المتحدة، وتوفي في 27 يناير 2008.